# Гипно-Хастлер
Гипно-Хастлер (англ. Hypno-Hustler) — суперзлодей, фигурирующий в комиксах издательства Marvel Comics. Создан художниками Биллом Мантло и Фрэнком Спрингером и впервые появился в 24-м номере комикса о Человеке-пауке — Peter Parker, the Spectacular Spider-Man (ноябрь 1978).

## Биография персонажа
Настоящее имя Гипно-Хастлера — Антуан Дельсуан, он является солистом группы The Mercy Killers. Перед очередным выступлением ансамбля в клубе Beyond Forever менеджер заведения ловит Гипно-Хастлера на ограблении его сейфа. Однако злодей использует специальное устройство для гипноза и преступление сходит ему с рук. Когда приходит время выходить на сцену, Гипно-Хастлер и его музыканты используют тот же метод гипноза уже на всех зрителях, чтобы ограбить и их. Находящийся в зале Питер Паркер становится свидетелем преступления и переодевается в костюм Человека-паука. Во время боя со злодеем Паркер обнаруживает, что от вводящей в транс музыки самого Гипно-Хастлера защищают надетые на нём наушники. Человеку-пауку удаётся снять их со злодея, в результате чего тот сам попадает под собственный гипноз. Когда публика приходит в себя, Гипно-Хастлер и его группа уже обезврежены и взяты полицией.
Впоследствии Гипно-Хастлер появился на встрече Вил-Анона с Броненосцем, Большим колесом, Равноденствием, Человеком-быком и Шизоидным Человеком (англ. Schizoid Man).
Когда Могильщику понадобилось в тюрьме шунтирование сердца, Гипно-Хастлер был среди сокамерников, которых злодей нанял для защиты.
Во время сюжетной линии «Происхождение видов» Гипно-Хастлер приходит в полицейский участок в поисках защиты от Человек-паук. Последний объявляет злодеям города войну после того как ребенка Угрозы (англ.  Menace) крадёт Хамелеоном.
После того, как Тинкереру удаётся отремонтировать свой костюм, Гипно-Хастлер пытается сбежать из тюрьмы, однако терпит поражение в схватке с Дэдпулом и Человеком-пауком.

## Специальные способности
Гипно-Хастлер может гипнотизировать людей с помощью звуков специальной электрогитары, а вместе со своей аккомпанирующей группой The Mercy Killers может делать массовый гипноз. С помощью отсеков в ботинках злодей может выпускать нейтрализующий газ, также в их подошвах есть выдвижные ножи.

## Другие версии персонажа

### House of M
Гипно-Хастлер появляется в камео в комиксе «День М». Однако неизвестно, кем он был в этой альтернативной вселенной.

### Spider-Man: Reign
В альтернативном вселенной комикса Spider-Man: Reign (созданного Кааре Эндрюсом), многие супергерои состарились и ушли на пенсию. Гипно-Хастлер — престарелый суперзлодей, сопереживающий Человеку-пауку. Когда последний бросает вызов «Страже», Хастлер пытается помочь ему, используя гипнотическую музыку на бумбоксе, чтобы отвлечь солдат «Стражи» и побудить граждан к восстанию. Однако на бумбоксе садится батарейка, и придя в себя солдаты убивают его.

## Вне комиксов

### Кино
- Ранее разрабатывался сольный фильм о Гипно-Хастлере, действие которого развернётся во Вселенной Человека-паука от Sony[9]. Главную роль должен был исполнить Дональд Гловер, он же должен был выступить исполнительным продюсером проекта. По словам актёра, его привлекла музыкальная сторона персонажа. Сценаристом картины должен был выступить Майлз Мёрфи, сын Эдди Мёрфи[10]. В декабре 2024 года студия приняла решение отменить все планировавшиеся для «Вселенной Человека-паука от Sony» проекты — в том числе «Эль Муэрто» — по причине провала кинокомикса «Крейвен-охотник»[11][12].
- Гипно-Хастлер мог появиться в анимационном фильме «Человек-паук: Паутина вселенных» (2023)[13].

### Телевидение
Гипно-Хастлер появляется в мультсериале «Мстители: Величайшие герои Земли». В эпизоде «Требуется сборка» его можно увидеть среди сбежавших преступников, которых должна выследить команда Мстителей. В серии под названием «Эта Земля — заложник» Соколиный Глаз пытается вспомнить имя Хемистро и упоминает Гипно-Хастлера вместе с Питом-Пасто как одно из его вероятных имён.

### Видеоигры
- Гипно-Хастлер упоминается в версиях видеоигры Spider-Man: Friend or Foe для Xbox 360, Wii и PlayStation 2. Когда Человек-паук сталкивается с Носорогом, он говорит: «Начинаешь искать по сусекам старых приятелей-злодеев, не так ли? Кто следующий, Гипно-Хастлер?». После чего Носорог отвечает: «Я тебя отгипнохастлю»[14].
- Гипно-Хастлер появляется в качестве вспомогательного персонажа в версиях игры Spider-Man: Web of Shadows для консолей PlayStation 2 и PlayStation Portable. Будучи призванным он расправляется с врагами с помощью своей электрогитары[15][16].

## Оценки критиков
Гипно-Хастлер собрал негативные отзывы от критиков, иногда его считают одним из худших суперзлодеев в комиксах из-за вульгарного внешнего вида, основанного на стереотипах из 1970-х. Так, публицист из ShortList поставил Гипно-Хастлера на 2-е место среди худших суперзлодея всех времён. Обозреватель Heavy.com назвал его одним из 20 худших в истории, а корреспондент CraveOnline поместил на 3-ю строчку списка «пяти врагов Человека-паука, которых вы никогда не увидите в кинотеатрах», назвав его «гэгом к которому Marvel периодически возвращается на протяжении десятилетий». Тони Уилсон из Dorkly упомянул его как одного из «самых глупых позабытых злодеев» из комиксов про Человека-паука.
В 2022 году редактор сайта CBR.com поставил Гипно-Хастлера на 7-е место среди «10 самых забавных злодеев из комиксов про Человека-паука».